# Formación Serra Geral

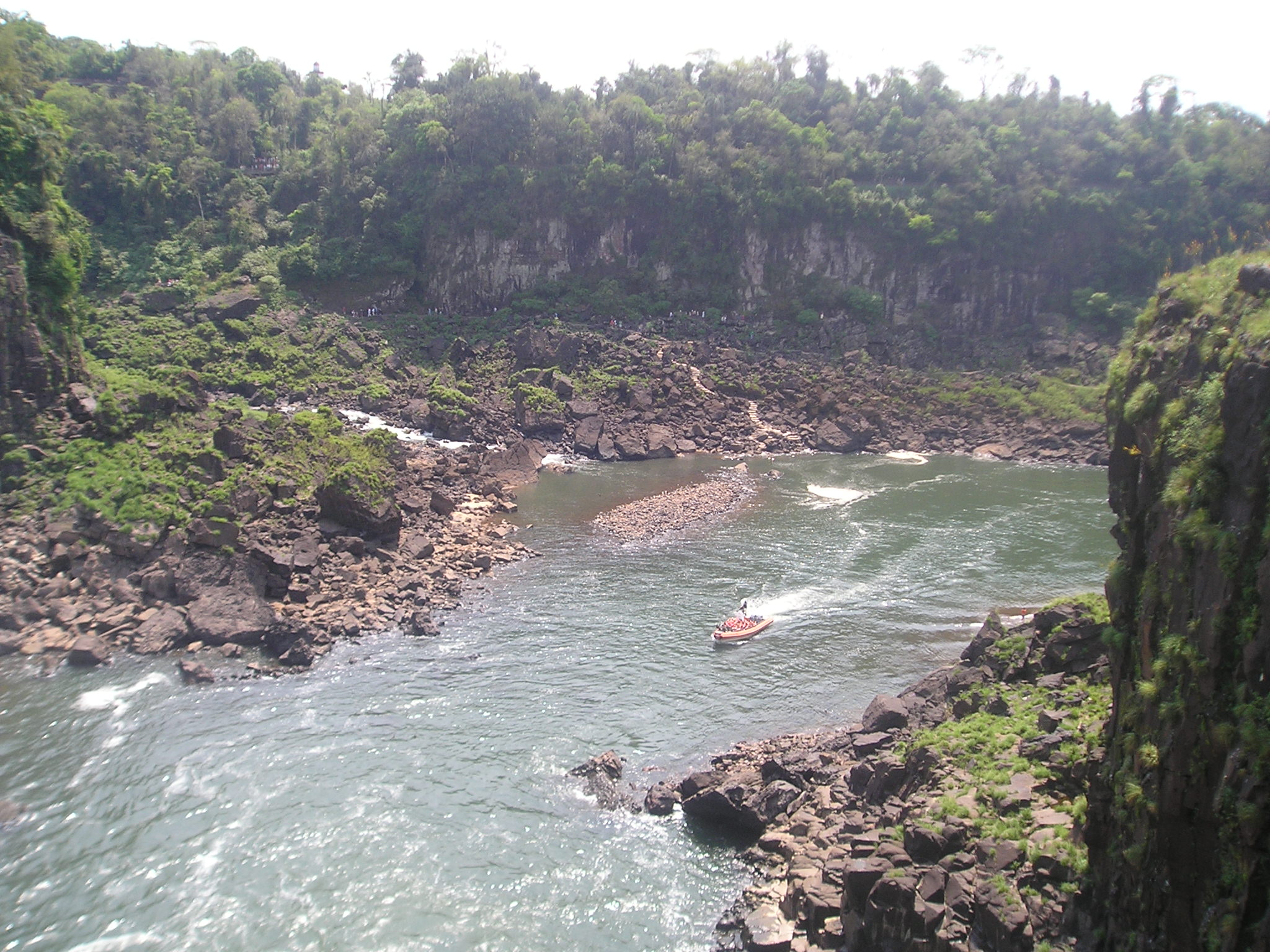
En los paredones de las cataratas del Iguazú es fácilmente observable los basaltos de esta formación.

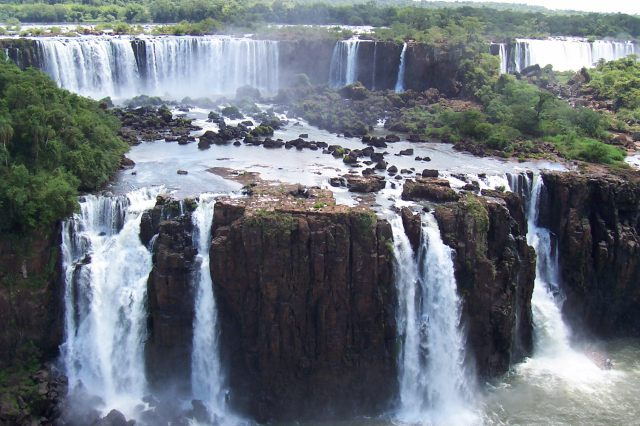
Basaltos de las cataratas del Iguazú.

La formación Serra Geral es el campo de lava más extenso del mundo. Se ubica en el este de Sudamérica, y es fruto de dos fases ígneas con extremos de edades de entre 153 y 115 Ma, edades asignadas al Jurásico superior-Eocretácico alto. Forma parte del «Grupo Solari-Serra Geral», del Ciclo sedimentario III.
Toma su nombre de la sierra Geral.

## Características
La formación Serra Geral está integrada por coladas de basaltos tholeíticos del tipo augítico, y sus diabasas asociadas. Generalmente su textura es compacta, de color oscuro, desde un tono gris hasta uno rojizo. En la parte superior de la formación posee una pendiente de 1,2%.
En algunos sectores se interestratifica con la formación Solari, compuesta por areniscas rojizas cuarzosas cementadas con sílice, con una matriz de arcillas caoliníticas y óxidos férricos.

## Sinonimia
- Miembro Serra Geral
- Horizonte medio de la serie Saobentina
- Efusivas de Serra Geral
- Basaltos de Serra Geral
- Basaltos de Arapey
- Formación de la cuenca del Paraná.

## Superficie y espesor
Su extensión relictual se estima entre 1.2 y 1.5 millones de km², pero su superficie total fue muy superior, pues la posterior erosión destruyó muchos de los afloramientos.
Cuentan con un espesor medio de entre 400 y 500 m.

## Distribución
Los afloramientos aún visibles cubren sectores de los tres estados del sur de Brasil, gran parte del Paraguay y del Uruguay, y el nordeste argentino, en la provincia de Misiones, y fragmentadamente en la mitad oriental de Corrientes y en al ángulo NE de Entre Ríos. Además de estos afloramientos, mediante perforaciones han sido encontrados en el subsuelo, a una profundidad de entre 700 y 1000 m, en otras provincias argentinas, en el resto de Entre Ríos, en Santiago del Estero, en Formosa, y en especial en Santa Fe.

## Origen
Es el resultado de efusiones de tranquilos derrames de los ascensos de lava a través de fracturas y fallas, y no de manera explosiva, extendiédose así por una vasta área de Sudamérica en numerosas y discretas coladas individuales superpuestas. La superficie que cubren, el espesor de estas lavas, y su vasta geonemia, evidencian el enorme volumen de líquido magmático derramado.